# Mohamed Leftah
Mohamed Leftah, né le 14 mai 1946 à Settat, au Maroc, et mort le 20 juillet 2008 au Caire, en Égypte, est un romancier, journaliste et critique littéraire marocain.

## Biographie
Mohamed Leftah fait ses études à Casablanca et se dirige par la suite vers une carrière scientifique ; il étudie à Paris dans une école d'ingénieurs en travaux publics et est témoin des événements de Mai 68.
De retour au Maroc, il suit une formation dans l'informatique et devint critique littéraire dans différents journaux marocains, notamment le Matin du Sahara et le Temps du Maroc.
Il amorce sa carrière d'écrivain dans les années 1990, avec la parution en 1992 de Demoiselles de Numidie (Éditions de l'Aube). Roman traitant crûment de la dure réalité de la prostitution au Maroc dans les maisons closes. Ce premier roman reçoit en général un bon accueil critique, ce qui vaut à Leftah d’être surnommé par Jean-Pierre Péroncel-Hugoz « le Carco marocain », dans l'édition du journal Le Monde du 11 décembre 1992. Il renonce ensuite à publier ses textes jusqu'à ce que Salim Jay le présente aux Éditions de la Différence qui éditent le restant de son œuvre à partir de 2006, dont Au bonheur des limbes, Une fleur dans la nuit, ou encore Un martyr de notre temps.
Mohamed Leftah meurt d'un cancer en 2008 en Égypte, où il vivait depuis l'an 2000.

## Réception de son œuvre parmi les critiques
« Cette écriture, où l'on peut retrouver, quoique bien digérés, des accents, des influences d'occident (Henry Miller, Jean Genet) mais aussi des cousinages maghrébins...., n'est pas, néanmoins, intemporelle. »

— Jean-Pierre Péroncel-Hugoz, Le Monde, 11 décembre, 1992

« Qu'il s'agisse des romans ou des nouvelles, ces œuvres ont détonné dans le paysage littéraire. Qu'une voix d'une si profonde maturité, d'une ampleur passionnelle qui vous traîne vers le sublime à travers une promenade cauchemardesque dans les bas-fonds, émerge après des années de silence, et de surcroît en français venant du Caire via un éditeur parisien, n'a pu que sidérer les lecteurs, en état de choc. »

— Kenza Sefrioui, Le Journal Hebdomadaire

« Un styliste à la Genet. Voluptueux interprète des pulsions et des passions, il nous révèle la société marocaine à la lumière du désir sexuel. »

— Salim Jay, Match du monde

## Citations de l'écrivain
« La littérature a toujours été et peut être encore une promesse de bonheur. »

« Le roman contre la barbarie. Nous n’avons pas d’autres armes. »

## Censure
Paru en France début 2011, l'ouvrage posthume de Mohamed Leftah, Le Dernier Combat du captain Ni’mat (La Différence), n'est pas disponible au Maroc. Les autorités n'ont jamais explicité cette censure, mais (presque) aucune des librairies qui a tenté d'importer le livre n'a jamais pu le mettre en rayon. Le roman évoque l'idylle (homosexuelle) entre un aviateur égyptien et son domestique.
Le livre, traduit en arabe par Abderrahim Hozal, a été publié par les éditions Dar Al Amane en 2015.

## Œuvres

### Romans
- Demoiselles de Numidie, Éditions de l'Aube, 1992 ; réédition, Éditions de la Différence, coll. « Minos », 2012
- Au bonheur des limbes, Éditions de la Différence, 2006
- Ambre ou les Métamorphoses de l’amour, Éditions de la Différence, 2006
- Une fleur dans la nuit, Éditions de la Différence, 2006
- L’Enfant de marbre, Éditions de la Différence, 2007
- Un martyr de notre temps, Éditions de la Différence, 2007
- Une chute infinie, Éditions de la Différence, 2008
- Le Jour de Vénus, Éditions de la Différence, 2009
- Hawa, Éditions de la Différence, 2010
- Récits du monde flottant, Éditions de la Différence, 2010
- Le Dernier Combat du captain Ni’mat, Éditions de la Différence, 2011